# Ракитський Олександр Павлович
Олександр Павлович Ракитський (рос. Александр Павлович Ракитский; нар. 1 липня 1946, Москва) — радянський футболіст. Воротар. Грав за команди «Динамо» (Москва), «Торпедо» (Москва), «Динамо» (Ленінград), «Карпати» (Львів). Майстер спорту СРСР (1967).
Вихованець «Динамо» (Москва). Заочно навчався в Московському інституті фізкультури.